# Iran na Olimpijskim igrama 2016.
Iran je nastupio na Ljetnim olimpijskim igrama 2016. u Brazilu.

## Boks
Jedan iranski boksač se kvalificirao za OI 2016.
| Natjecatelj      | Klasa     | Šesnaestina finala | Osmina finala      | Četvrtina finala   | Polufinale         | Finale             | Finale |
| Natjecatelj      | Klasa     | Protivnik Rezultat | Protivnik Rezultat | Protivnik Rezultat | Protivnik Rezultat | Protivnik Rezultat | Mjesto |
| ---------------- | --------- | ------------------ | ------------------ | ------------------ | ------------------ | ------------------ | ------ |
| Ehsan Rouzbahani | Poluteška |                    |                    |                    |                    |                    |        |